# Marcus Gheeraerts l'Ancien
Marcus Gheeraerts l'ancien (vers 1520–1590) est un peintre et graveur flamand, actif à une époque à la cour des souverains Tudor, surtout connu comme illustrateur des Fables d'Ésope parues en 1567.

## Vie et œuvre
Né à Bruges, dans le Comté de Flandre, Gheeraerts se réfugia en Angleterre en 1568 en compagnie de son fils, Marcus Gheeraerts le Jeune (1562–1635), pour échapper aux persécutions religieuses du duc d'Albe. Il épousa en secondes noces Sussanah de Critz, proche parente du peintre d'Élisabeth Ire d'Angleterre, le serjeant-painter John de Critz. Il vécut à Londres pendant environ neuf ans, mais les historiens pensent qu'il est peut-être retourné en Flandre vers 1577 pour s'établir à Anvers. Cependant il garda des liens étroits avec l'Angleterre où son fils était membre de la guilde des peintres et où l'une de ses filles, Sarah, vivait mariée au portraitiste français naturalisé anglais Isaac Oliver. 

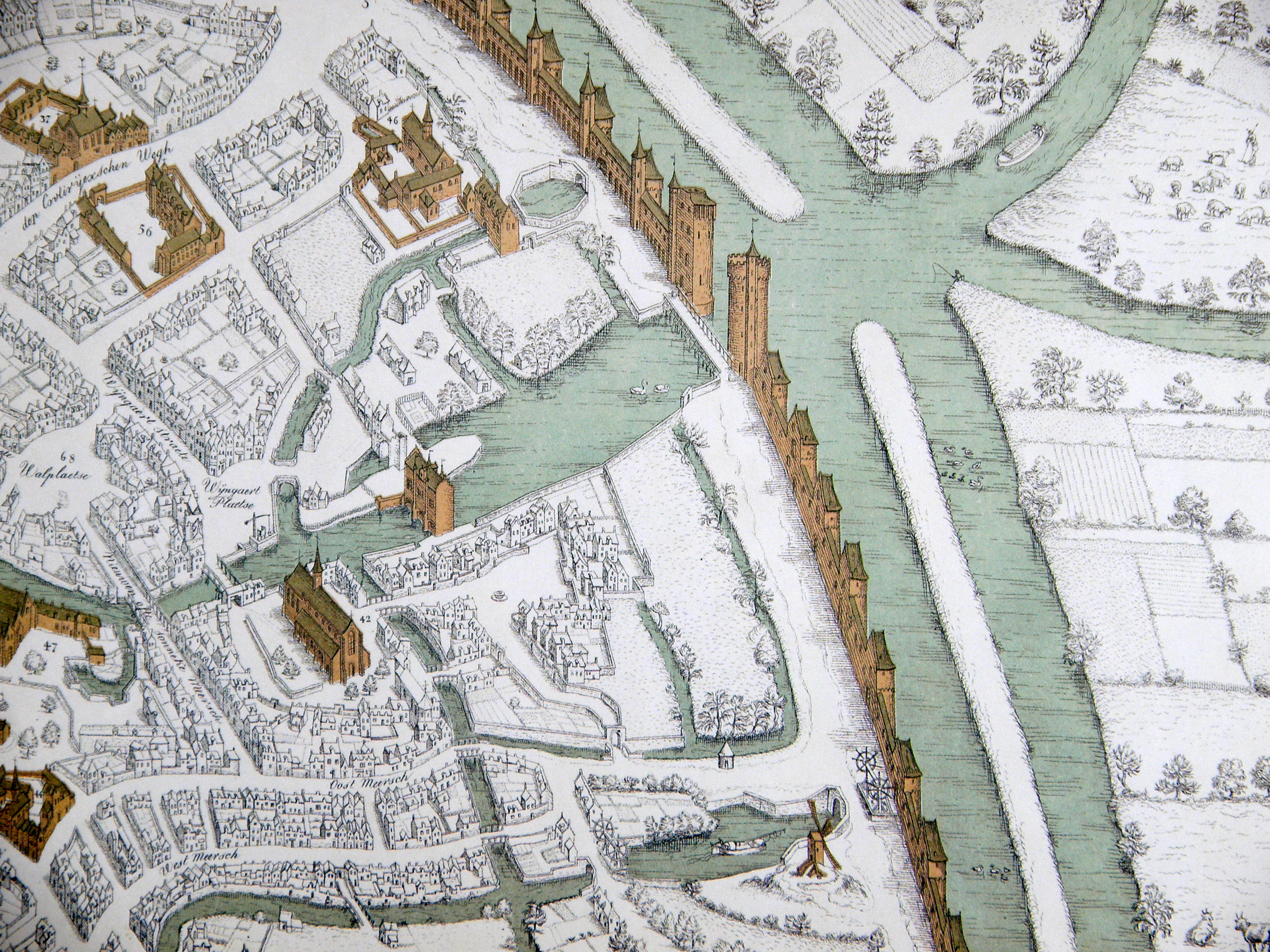
Carte de Bruges (détail) établie par Gheeraerts en 1562.

Gheeraerts est surtout remarquable comme graveur. Innovateur enthousiaste, il fut l'un des pionniers de l'eau-forte à une époque où dominaient la xylographie et la gravure au burin. Sa vue à vol d'oiseau de la ville de Bruges, réalisée en 1562, a été gravée sur 10 plaques différentes et mesure 1 × 1,8 m. 
Le style de Gheeraerts est proche de celui de Pieter Brueghel l'Ancien. À son époque, Gheeraerts était particulièrement célèbre pour ses dessins d'oiseaux et d'animaux, dont le plus bel exemple est le livre des Fables d'Ésope, De warachtighe fabulen der dieren, imprimé en 1567. Il exécuta une gravure pour le frontispice, ainsi que 107 illustrations pour les fables, traduites en vers néerlandais par Edewaerd de Dene. Gheeraerts s'inspira de gravures sur bois de Virgil Solis et de Bernard Salomon mais ses œuvres sont empreintes d'un plus grand réalisme. Gheeraerts cré 18 illustrations supplémentaires et un nouveau frontispice pour une édition française des Fabulen publiée en 1578 sous le titre Esbatement moral des animaux. Une version en latin, Mythologia ethica, parut l'année suivante avec un frontispice probablement basé sur un dessin de Gheeraerts. Les plaques de cuivre servirent à l'impression d'autres éditions des Fables jusqu'au XVIIIe siècle, et furent recopiées par des artistes de toute l'Europe. Gheeraerts exécuta une nouvelle série de 65 eaux-fortes pour le livre de fables Apologi creaturarum, publié à Anvers en 1584. Les gravures, de taille inférieures à celle du premier livre de fables, ne connurent jamais le même succès. 
Les portraits et les tableaux de Gheeraerts sont moins connus, car il ne signait jamais ses œuvres et les attributions sont faites sur la base du style, caractérisé par un manque de fermeté et l'influence marquée des grands maîtres flamands tels que Jan Van Eyck. Karel van Mander, dans son Schilderboeck (Livre des peintres) paru en 1604, note que Gheeraerts était un paysagiste compétent, qui « avait pour caractéristique d'inclure dans ses tableaux une femme accroupie en train d'uriner sur un point ou ailleurs ». Ce détail apparaît d'ailleurs dans l'une des illustrations des fables.